# Weißkehlwaran
Der Weißkehlwaran (Varanus albigularis), gelegentlich auch Kapwaran genannt, ist eine Art der Schuppenkriechtiere (Squamata) aus der Gattung der Warane (Varanus).

## Merkmale
Der Weißkehlwaran erreicht je nach Lokalität eine Maximallänge von 1 bis 1,5 m. Männchen werden etwas größer als Weibchen. Die Kopf-Rumpf-Länge macht etwa 45 % der Gesamtlänge aus. Geschlechtsreife Männchen wiegen 5 bis 8 kg, geschlechtsreife Weibchen 4,5 bis 6,5 kg. In Gefangenschaft können extrem fettleibige Exemplare bis zu 20 kg wiegen. Die Schnauze des Weißkehlwarans ist stumpf und über den Nasenlöchern deutlich verdickt. Die Klauen sind kräftig und gekrümmt. Der Weißkehlwaran ist kräftig gebaut.
Der Kopf ist grau bis braun, die Kehle ist deutlich heller. Ein deutlicher Temporalstreifen beginnt hinter dem Auge und setzt sich bis zur Schulter fort, wo er sich verzweigt. Die Grundfarbe des Rumpfs ist grau bis braun. Der Rumpf und der Schwanz zeigen eine variable, cremefarbene Zeichnung.

## Verbreitung
Der Weißkehlwaran bewohnt Süd- und Ostafrika. Er bewohnt vor allem trockene Steppen und Savannen. Er fehlt jedoch in Wüsten, ebenso in Wäldern. Die Art ist in folgenden Ländern nachgewiesen (von Norden nach Süden): Sudan, Dschibuti, Äthiopien, Somalia, Demokratische Republik Kongo, Uganda, Ruanda, Burundi, Kenia, Tansania, Angola, Sambia, Malawi, Simbabwe, Mosambik, Namibia, Botswana, Südafrika.

## Lebensweise

### Allgemeines
Wie alle Warane ist der Weißkehlwaran ein tagaktiver Einzelgänger. Während des Sommers versteckt sich der Weißkehlwaran um die Mittagszeit in einem Bau oder in anderen Verstecken; den Rest des Tages ist er aktiv. Während des Winters bleiben die Tiere in ihrem Bau und sind weitgehend inaktiv, da Nahrung fehlt. Nach dem Winter wiegen Männchen 60 % des Gewichts während des Sommers; bei Weibchen sind es 50 %. Innerhalb von 2 Monaten nach Beginn des Sommers wird dieser Gewichtsverlust wieder ausgeglichen.
Der Weißkehlwaran ist vor allem ein Bodenbewohner, erklettert zur Jagd und zur Flucht vor Beutegreifern auch Bäume.
Die Bewegungen des Weißkehlwarans wurden im südwestlichen Afrika untersucht. Männchen haben Aktionsräume von durchschnittlich 18,3 km², Weibchen von durchschnittlich 6,1 km². Auf der Nahrungssuche legen Weißkehlwarane bis zu 5 km täglich zurück.

### Ernährung
Der Weißkehlwaran ist ein aktiver Beutegreifer, der züngelnd nach Nahrung sucht. Wirbellose wie Schnecken, Hundertfüßer, Grashüpfer, Käfer und Grillen machen den Großteil der Nahrung aus. Daneben greifen Weißkehlwarane auch kleine bis mittelgroße Schlangen inklusive Kobras (z. B. Naja nigricollis) an. Der Weißkehlwaran erbeutet auch Eier und Küken von boden- und baumbrütenden Vögeln. Kleine Säuger machen offenbar nur einen unwesentlichen Anteil der Nahrung aus.

### Fortpflanzung
Beide Geschlechter werden mit einer Kopf-Rumpf-Länge von etwa 50 cm geschlechtsreif, wahrscheinlich nach etwa 4 bis 5 Jahren. Im südwestlichen Afrika fällt die Paarungszeit in den frühen Frühling (August & September), also 3 Monate bevor der Regen einsetzt. Männchen sind zu dieser Zeit besonders aktiv und legen große Strecken auf der Suche nach Weibchen zurück. Sie folgen bestimmten Pheromonen der paarungsbereiten Weibchen. Die Paarung erfolgt nach 1 bis 2 Tagen, nachdem das Weibchen gefunden wurde. Männchen sind polygam. Etwa 35 Tage nach der Paarung erfolgt die Eiablage. Die Gelege können bis zu 50 Eier umfassen. Die Jungtiere schlüpfen nach etwa 135 Tagen. Der Schlupf fällt also in den Höhepunkt der Regenzeit, wenn die meiste Nahrung vorhanden ist.

## Systematik
Die Erstbeschreibung des Weißkehlwaran erfolgte 1802 durch François Marie Daudin unter dem wissenschaftlichen Namen Tupinambis albigularis. Später wurde er der Gattung Varanus zugeordnet. Die Art gehört zur Untergattung Polydaedalus, die alle afrikanischen Warane enthält. Dort wird der Weißkehlwaran anhand seiner Hemipenismorphologie der V. exanthematicus-Gruppe zugeordnet.
Aktuell werden von V. albigularis drei Unterarten anerkannt. Diese sind nur schwer zu unterscheiden, da auch die Unterarten selbst höchst variabel sind. Die Gültigkeit der Unterart V. a. ionidesi (Laurent, 1964) wird angezweifelt.
- V. a. angolensis: Angola, Demokratische Republik Kongo.
- V. a. microstictus: Ostafrika (Südsudan und Äthiopien südwärts bis Simbabwe und Mosambik).
- V. a. albigularis: Übriges Verbreitungsgebiet.

## Belege
1. 1 2 3 4  
D. Bennett: Warane der Welt. Welt der Warane. Edition Chimaira, Frankfurt am Main 1996, ISBN 3-930612-05-4, S. 114–118.
2. 1 2 3 4 5 6 7 8  
J. Phillips: Varanus albigularis. In: E. R. Pianka & D. R. King (Hrsg.): Varanoid Lizards of the World. Indiana University Press, Bloomington/Indianapolis, 2004, ISBN 0-253-34366-6, S. 91–94.
3. ↑  
W. Böhme: Checklist of the living monitor lizards of the world (family Varanidae). In: Zoologische Verhandelingen. Band 341, 2003, S. 3–43.
4. ↑  Varanus albigularis In: The Reptile Database; abgerufen am 5. März 2011.